# Anders Jonsson (skytt)
Anders Jonsson, född 14 november 1890 i Staffanstorp, död 7 juli 1952 i Staffanstorp, var en svensk sportskytt.
Han deltog i OS 1920.